# Província de Duarte
Duarte és una província del nord-est de la República Dominicana. Esta dividida en 7 municipis i la seva ciutat capital és San Francisco de Macorís. Limita amb les províncies de María Trinidad Sánchez i Samaná a l'est, Monte Plata i Sánchez Ramírez al sud, província de La Vega i Hermanas Mirabal a l'oest i Espaillat al nord. Porta el nom de Juan Pablo Duarte, el fundador de la República Dominicana.
Va ser creada el 1896 com a districte (una antiga subdivisió de país) amb el nom Distrito Pacificador però la constitució de 1907 va canviar la categoria a província. El 1925 el seu nom va ser canviat a Duarte.
La província té una àrea total de 1.605,35 km². el que suposa un 3.3% sobre l'àrea total de la República Dominicana.
Des del 20 de juny de 2006, la província està dividida en els següents municipis i districtes municipals (D.M.):
- San Francisco de Macorís, municipi de cap de la província, districtes municipals: Cenoví, Jaya, La Peña, Presidente Don Antonio Guzmán Fernández
- Arenoso, districtes municipals: El Aguacate, Las Coles
- Castillo
- Eugenio María de Hostos, districte municipal: Sabana Grande
- Las Guáranas
- Pimentel
- Vil·la Riva, districtes municipals: Agua Santa del Yuna, Barraquito, Cristo Rey de Guaraguao, Guáranas Arriba

Llista dels municipis i els districtes municipals amb la seva població segons estimació de 2014.
| Nom                      | Població total | Població urbana | Població rural |
| ------------------------ | -------------- | --------------- | -------------- |
| Arenoso                  | 15.122         | 2.895           | 12.227         |
| Castillo                 | 18.962         | 12.541          | 6.421          |
| Eugenio Maria de Hostos  | 16.232         | 5.411           | 10.821         |
| Las Guáranas             | 16.022         | 6.524           | 9.498          |
| Pimentel                 | 23.202         | 14.677          | 8.525          |
| San Francisco de Macorís | 213.906        | 155.132         | 58.774         |
| Vil·la Riva              | 35.203         | 4.412           | 30.791         |
| Duarte Província         | 338.649        | 201.592         | 137.057        |